# The Man Who Changed His Mind
The Man Who Changed His Mind és una pel·lícula de ciència-ficció de terror britànica del 1936 protagonitzada per Boris Karloff i Anna Lee. Va ser dirigida per Robert Stevenson i va ser produïda per Gainsborough Pictures. La pel·lícula també era coneguda com The Brainsnatcher o The Man Who Lived Again.

## Trama
EL Dr. Laurience (Karloff), un científic abans respectable, comença a investigar els orígens de la ment i l'ànima en una casa pairal aïllada, només amb l'ajuda de la prometedora cirurgiana Clare Wyatt (Lee) i un confederat que utilitza cadira de rodes anomenat Clayton (Donald Calthrop). La comunitat científica rebutja les seves teories i Laurience s'arrisca a perdre tot allò pel qual ha treballat tan obsessivament. Per salvar la seva investigació, Laurience (pronunciat "Lorenz") comença a utilitzar els seus descobriments en la transferència cerebral per als seus propis propòsits nefasts, substituint la ment del filantrop Lord Haslewood (Frank Cellier) per la personalitat de Clayton, paralitzat i càustic. Amb la riquesa i el prestigi de Lord Haslewood a les seves ordres, Laurience es converteix en un científic boig gairebé imparable.
Malgrat un poderós mecenes i un laboratori d'última generació, Laurience, fumador compulsiu, segueix sent el típic professor distret, amb pols d'esborrar a la part posterior de la seva jaqueta arrugada, i constantment necessitat desesperadament d'un raspall fort. Tanmateix, no és immune als encants femenins de l'encantadora Dra. Wyatt. Intenta prendre el control del cos del bonic fill de Lord Haslewood, Dick (John Loder) en un esforç per seduir la Clare, però li resulta impossible dissimular la seva estranya fisicitat fins i tot en el cos de un altre home. Tampoc pot quedar-se sense un cigarret davant de la Clare encara que és conscient que el jove Dick Haslewood no ha fumat mai. Malauradament, abans de traslladar la seva ment a la de Dick, Laurience va estrangular Clayton, que habitava el cos de Lord Haslewood, perquè Dick, després presoner al cos de Laurience, fos penjat per l'assassinat de l'home que se suposa que era el seu pare. .
En adonar-se de la veritat, la Clare i la seva amiga Gratton (Cecil Parker) torna la ment de Laurience al seu cos correcte, però aquest cos s'ha trencat molt en una caiguda d'una finestra alta, presa mentre Dick Haslewood estava en possessió involuntaria. Admetent que ha malgastat una invenció increïble en un pla egoista i assassí, el destrossat Laurience li diu a la Clare que mai hauria d'haver-se ficat amb l'ànima humana. Porta els seus coneixements a la tomba, havent canviat d'opinió per darrera vegada.

## Repartiment
- Boris Karloff com el Dr. Laurence / Dick Haslewood
- Anna Lee com a Dr. Clare Wyatt
- John Loder com a Dick Haslewood / Dr. Laurence
- Frank Cellier com Lord Haslewood / Clayton
- Donald Calthrop com a Clayton / Lord Haslewood
- Cecil Parker com el Dr. Gratton
- Lyn Harding com a Prof. Holloway
- Clive Morton com a periodista
- D. J. Williams (actor) Williams com a propietari

## Ressenyes
Segons Fantafilm la pel·lícula pot presumir d'una història singular de trasplantaments cerebrals que <<no està exempta d'un cert humor negre i en la qual Karloff "es confirma com un excel·lent protagonista. de terror de ciència-ficció dels anys 30".